# Rizzolia
Rizzolia è un genere di molluschi nudibranchi della famiglia Cratenidae.

## Specie
- Rizzolia australis (Bergh, 1884)
- Rizzolia lineata (Eliot, 1904)
- Rizzolia modesta (Bergh, 1880)
- Rizzolia peregrina (Gmelin, 1791)